# Lockheed CL-1200 Lancer
Lockheed CL-1200 Lancer byl společností Lockheed financovaný návrh stíhacího letounu z 60. let 20. století, který vycházel z letounu F-104 Starfighter. Společnost Lockheed tímto letounem necílila na ozbrojené složky Spojených států, ale chtěla jej nabídnout k exportu.
Lockheed s typem CL-1200 soupeřil proti Northrop F-5E v programu International Fighter Aircraft (IFA), který měl poskytnout nástupce letounu F-5A/B. Z této soutěže odešla vítězně společnost Northrop.

## Konstrukce
Letoun konstrukčně vycházel z typu F-104 Starfighter, ale na rozdíl od něj měl být CL-1200 hornoplošníkem, s křídlem které mohlo být buď ve variantě bez vzepětí, nebo ve variantě s negativním vzepětím. Křídlo mělo mít při pohledu z vrchu lichoběžníkový půdorys. Ocasní plochy letounu byly přepracovány z tvaru pímene T na ocasní plochy, které jsou napojeny na ocasní část trupu letounu.

## Varianty
- CL-1200-1 – Verze letounu, která byla reakcí na mezinárodní program International Fighter Aircraft. Pohon měl zajišťovat proudový motor General Electric J79.
- CL-1200-2 – Pohon měl zajišťovat dvouproudový motor Pratt & Whitney TF30. Křídlo letounu mělo mít negativní vzepětí.[6]
- CL-704 VTOL – Modifikace letounu F-104, která měla mít schopnost kolmého vzletu a přistání.[9]
- X-27 (CL-1600) – Experimentální letadlo pro USAF, které mělo vycházet z letounu CL-1200.[9]

## X-27
Roku 1970 USAF u společnosti Lockheed objednalo stavbu letounu CL-1200, který měl být určen pro testování motorů. Letoun dostal tovární označení CL-1600. Letectvo přiřadilo letounu označení X-27. Program letounu X-27 byl však pro nedostatek financí ukončen dříve než mohl vzniknout. Letoun měl být schopný dosáhnout rychlosti až Mach 2,6. Proti letounu CL-1200 se měl lišit hranatými vstupy vzduchu.
Na vývoj X-27 měl navázat letoun CL-1200-2, který byl zvažován jako možný účastník programu Light Weight Fighter v roce 1972. Ani v něm však nebyl návrh úspěšný. Pro stavbu prototypů byly nakonec vybrány společnosti General Dynamics s typem YF-16 a Northrop s typem YF-17.

## Specifikace (CL-1200/X-27)
Technické údaje dle:The Projects of Skunk Works.

### Technické údaje
- Posádka: 1 pilot
- Rozpětí: 8,89/8,58 m
- Délka: 17,45/16,2 m
- Výška: 5,23/4,93 m
- Prázdná hmotnost: 7 800 kg nebo 8 112 kg
- Max. vzletová hmotnost : 15 900 kg
- Pohonná jednotka: 1 × dvouproudový motor Pratt & Whitney TF30-P-100 o tahu 67 kN

### Výkony
- Maximální rychlost: Mach 2,57
- Dostup: 18 288 m

### Výzbroj
- 1x  20mm kanón General Electric M-61A1 nebo 1x 30mm kanón DEFA[4]